# 12289 Carnot
A 12289 Carnot (ideiglenes jelöléssel 1991 GP7) a Naprendszer kisbolygóövében található aszteroida. Eric Walter Elst fedezte fel 1991. április 8-án.